# Antocha bidigitata
Antocha bidigitata là một loài ruồi trong họ Limoniidae. Chúng phân bố ở miền Cổ bắc.